# Telmo Herrera
Telmo Herrera (Mira, 1948) es un escritor ecuatoriano que escribe en español y en francés.

## Biografía
Nació en Mira-Ecuador en 1948. Ha residido en Australia, Canadá y España. Vive en París desde 1973. Herrera es también artista plástico, novelista, director - actor de teatro y cine.

## Publicaciones
- Desde 1977: ha publicado cuentos, novelas y poesía en España, América Latina y Francia (edición de revistas literarias).
- En 1984: obtuvo el 2.º. Premio Nadal por la novela Papá Murió Hoy.

### Novelas
- 2005: Le prêtre fou et les trente-sept Vierges de Santa Rosa (El cura loco y las treinta y siete vírgenes de Santa Rosa). Indigo-côté femme ediciones, París.
- 2003: 2a. edición de La Cueva Edición Paradiso – Quito, Ecuador.
- 2001: 2a. y 3a. ediciones de Papá Murió Hoy Edición Paradiso – Quito.
- 1999: Lucero Edición Artes Finales – París.
- 1995: La Cueva Edición Antoine Soriano – París.
- 1985: Papá Murió hoy Edición Destino en 1985. Barcelona.

### Poesía
- 2000: « Desde la capital de los MalGenios» Edición Artes finales - París.
- 1981: « Algo así como un poema’78» Edición Playor - Madrid.
- 1978: « Correo Aéreo- Par avion – Air Mail» Edición C.A.A – Sevilla.
- 1977: « La publicidad, cuentos de hadas del siglo XX» Edición C.A.A - Sevilla.

### Teatro
- 2017: «Personajes» Atopía Editorial – Sevilla.

## Dirección teatral
- 1974 - París, Théâtre La cave, "Les bonnes" Jean Genet
- 1975 - Menilmontant, Sala 21, Universidad Censier, París VII: "Le cri" (basada en El maestro y Margarita) de Mijaíl Bulgákov.
- 1979 - París, Nancy, Festival Mundial de Teatro: "Navidad Indígena" de T. Herrera.
- 1980 - Gante, Bélgica: "La casa de Bernarda Alba" de G. Lorca.
- 1981 - París, Teatro Lucernaire: "Yerma" de G. Lorca.
- 1982 - París, Teatro Lucernaire: "Bodas de sangre" de G. Lorca.
- 1983 - París, Teatro Lucernaire: "Cajamarca" de Demarigny.
- 1990 - Theatro de Nesle, Sala Brasilia: "Les Bonnes" de J. Genet.
- 1991 - París, Sala Brasilia: "Don Juan" de Molière.
- 1992 - París, Teatro de Nesle: "Monólogos": de pasión en pasión… de Fedra, Ifigenia, Atala, Camila, Berenice, Médea, Elvira, El avaro, Mère Ubu, Doña Sol.
- 1993 - París, Teatro de Nesle: "Fedra" de Racine.
- 1994 - París, Teatro de Nesle: "Manon Lescaut" de l’Abbé Prévost.
- 1995 - Quito, La casa de al lado: "Diálogos mínimos" de T. Herrera.
- 1996 - París, Atlantide de cinq sens: "La mort de l’Art ou L’Éloge de Monsieur Posthume", creación colectiva.
- 2000 - París, Teatro de Nesle: "Rien que pour Paquita" de Ernesto Caballero.
- 2002 2003 2004 - París, Teatro de Nesle: "La voix du portable est impénétrable" de T. Herrera.

"Le bel indiffèrent", "Le menteur", " Le pauvre matelot", "Par la fenêtre", "L'École de veuves", "Je l'ai perdue", "Le fantome de Marseille", "La farce du chateau" de Cocteau.
- 2004 - París, Teatro de Nesle - "La voix Humaine", Cocteau.
- 2005 - París, Teatro de Nesle - "Les onze mille verges" d'Apollinaire; "4.48 Psychose" de Sarah Kane.
- 2006 Paris, Teatro de Nesle - "Aneantis", de Sarah Kane
- 2006 Paris, - "Manque", de Sarah Kane.
- 2006/2007,2008 - Teatro de Nesle- "Le baiser de la veuve" de Israel Horowits. "The Zoo Story" de Edward Albee" "Cuisine et dependances" de Agnés Jaoui et J.Pierre Bacri "Un air de famille" de Agnés Jaoui et J.Pierre Bacri.
- 2009 - París, Teatro de Nesle "Le monte-plats" de Harold Pinter. El Festival Las escena de la granja, Angais, France "El Contrabajo" de Patrick Suskind.

## Comedia

### En París
- "El guardián" Pinter.
- "Bodas de sangre" Lorca.
- "Madras ou la nuit où..." de E. Manet.
- " Navidad indígena" de T. Herrera.
- " La voix du portable est impenetrable" T.Herrera.

### En Quito
- "Los tejedores" de Hauptman
- "Huasipungo" de Icaza
- "Las tentaciones de San Antonio" de Flaubert

## Cine
- Uno de los papeles principales de Un Titán en el ring film escrito y dirigido por Viviana Cordero en Quito.
- En este film Herrera hace el papel de “La bestia loca, largo metraje filmado en 35 milímetros y presentado en los cines en noviembre de 2002.

## Dramaturgo
- Diálogos mínimos
- La mort de l’Art ou l’Eloge de Monsieur Posthume (creación colectiva)
- La voix du portable est impénétrable (La voz del celular es impenetrable)